# Kim Brink
Kim Brink (20 novembre 1958) è un allenatore di calcio danese.

## Palmarès

### Allenatore

#### Competizioni nazionali
- Coppa di Danimarca: 2

Odense: 1992-1993
Copenhagen: 1996-1997